# Andrea Fies
Andrea Fies ist eine deutsche Journalistin.

## Leben
Nach dem Abitur im Jahr 1991 studierte sie Allgemeine Rhetorik bei Walter Jens an der Eberhard Karls Universität Tübingen. Sie schloss an der Pariser Sorbonne ein Studium der französischen Literatur an und danach eine Ausbildung an der Henri-Nannen-Journalistenschule in Hamburg.
Seit 1995 arbeitet sie für den deutsch-französischen Fernsehsender arte. Dort moderiert sie seit 2004 im Wechsel mit Nathalie Georges die arte Reportage und seit Januar 2012 mit William Irigoyen; darüber hinaus gehört sie auch mit Émilie Aubry zum Moderatorenteam der Arte-Sendereihe Thema.

## Auszeichnungen
Im Jahr 2000 bekam Fies zusammen mit Véronique Barondeau den Deutsch-Französischen Journalistenpreis für ihre Kurzreportage RU 468 – die Abtreibungspille.